# Die Traumprinzen
Die Traumprinzen est un boys band allemand.

## Histoire
Les trois membres du groupe font d'abord connaissance en 2009 sur Internet puis se rencontrent à des festivals de schlager pour former un groupe. Grâce à leur manager Jim Reeves, ils collaborent avec le producteur Hermann Niesig qui s'occupe de leur premier album.
Himmel und Hölle, le premier single, sort en juin 2010. L'année suivante, l'album Uuund ab dafür! sort chez Edel Records. Le groupe apparaît dans un épisode de mieten, kaufen, wohnen. Il fait une tournée dans les chambres de leurs fans.
En janvier 2012, le groupe remporte le Schlager-Saphir dans la catégorie "Bester Live Act". Die Traumprinzen participent aux concerts des grands carnavals, comme dans la Lanxess Arena à Cologne.
Après des dissensions internes et le départ d'André Parker en octobre 2012, le groupe continue en duo puis se dissout.

## Discographie
Album
- 2011 : Uuund ab dafür!

Singles
- 2010 : Himmel und Hölle
- 2011 : Wer bin ich?
- 2011 : Prinzessin
- 2011 : Uuund ab dafür!

## Source de la traduction
- (de) Cet article est partiellement ou en totalité issu de l’article de Wikipédia en allemand intitulé « Die Traumprinzen » (voir la liste des auteurs).